# Rhyzodiastes pentacyclus
Rhyzodiastes pentacyclus es una especie de escarabajo terrestre, categorizada en la tribu Clinidiini, de la subfamilia Rhysodinae. Se atribuye su descripción a los entomólogos de origen estadounidense Ross Taylor Bell y Joyce Elaine Rockenbach Bell, quienes la citaron por primera vez en 1985.

## Descripción
La especie mide 6,7-8,9 mm de longitud. Presenta una cabeza relativamente pequeña de 1,1 mm de longitud, además de lóbulos extensos. Cuenta con diversidad de mechones en varias partes del cuerpo, ojos bastante estrechos y separados por tan solo 0,3 mm. En una de las especies más distintivas, siendo uno de los miembros menos modificado del subgénero.

## Distribución
Se distribuye por América del Sur, en Brasilia, en la zona Alto da Serra.